# ون گوک (فیلم ۱۹۹۱)
ون گوک (Van Gogh) فیلمی در ژانر زندگی‌نامه‌ای و درام به نویسندگی و کارگردانی موریس پیالا است که در سال ۱۹۹۱ منتشر شد. این فیلم به جشنواره فیلم کن ۱۹۹۱ راه یافت.
ژان-لوک گدار این فیلم را در نامه‌ای به پیالا ستایش نمود که در آن اینگونه نوشت: «موریس عزیزم، فیلمت شگفت‌انگیز است؛ کاملاً شگفت‌انگیز. بسیار فراتر از افق سینمایی‌ای که تا کنون توسط نگاه خیره اسف‌بار ما پوشیده شده بود.»